# إيفانو فرانكيفسك
إيفانو فرانكيفسك (بالإنجليزية: Ivano-Frankivsk)‏ هي مدينة، هي عاصمة إيفانو فرانكيفسك أوبلاست، بلغ عدد سكانها 225,000 نسمة، في 2025، تبلغ مساحتها 119٬000٬000 متر مربع، رمزها البريدي هو 76000–76490.

## معرض صور

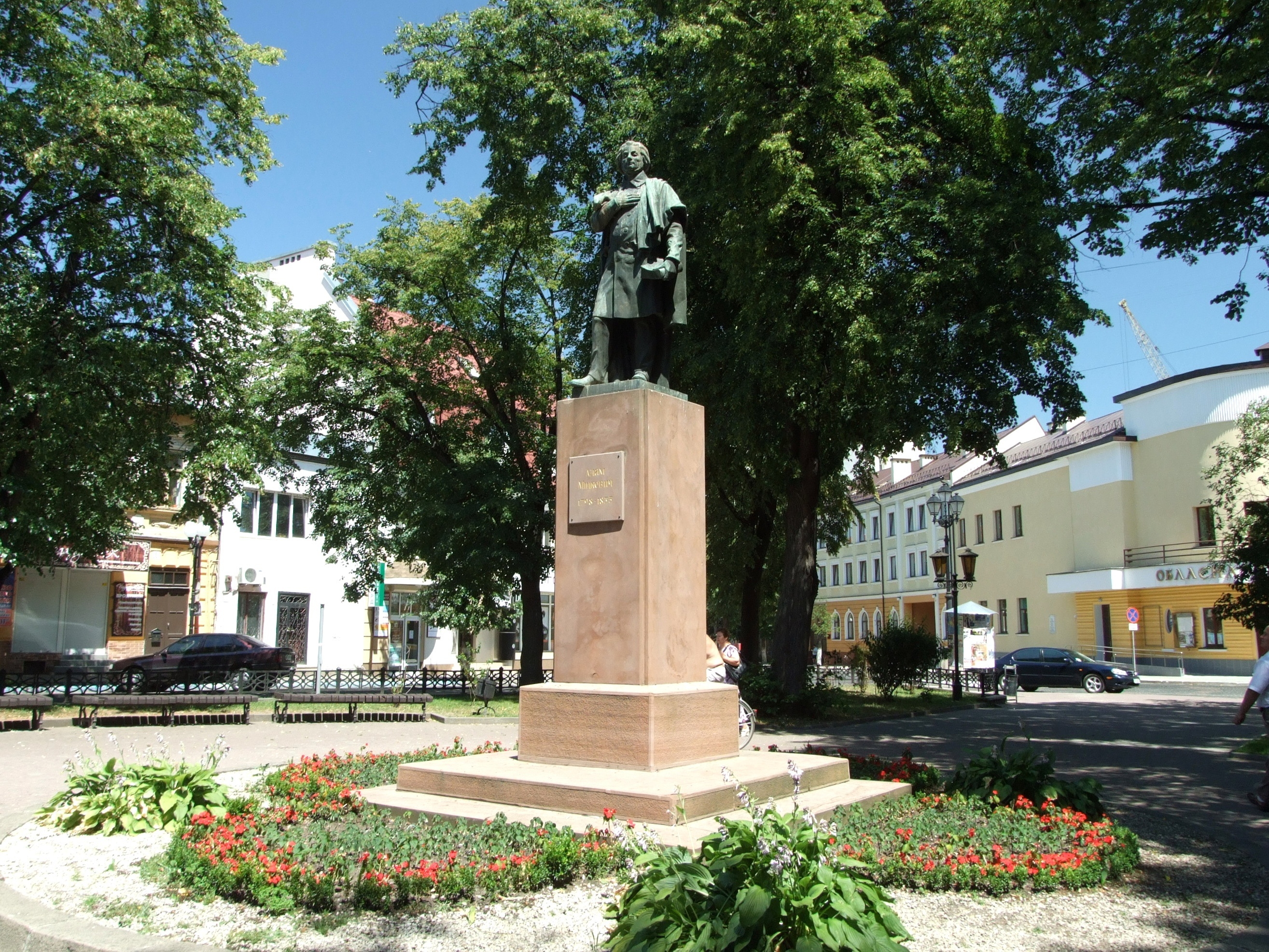
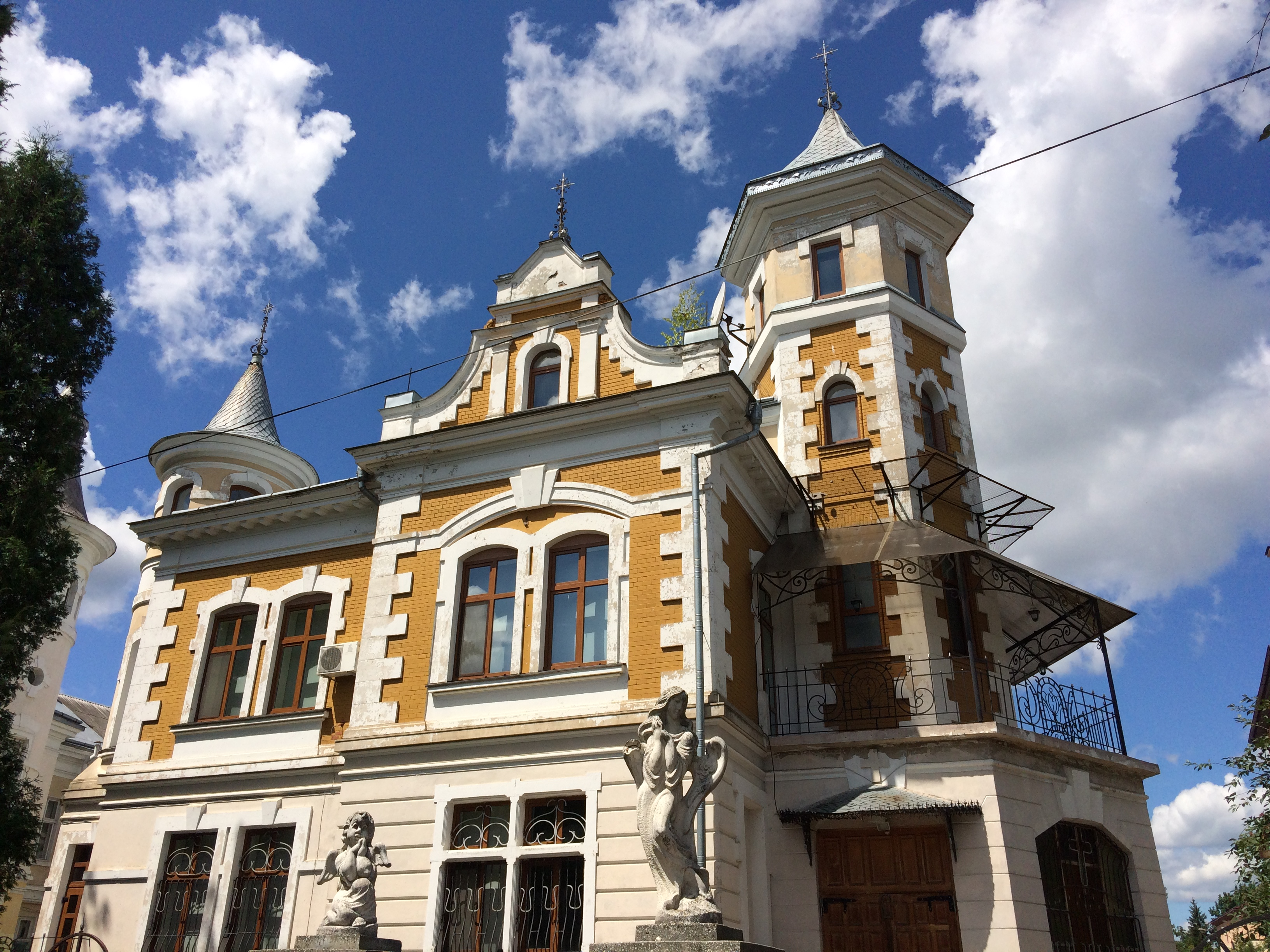
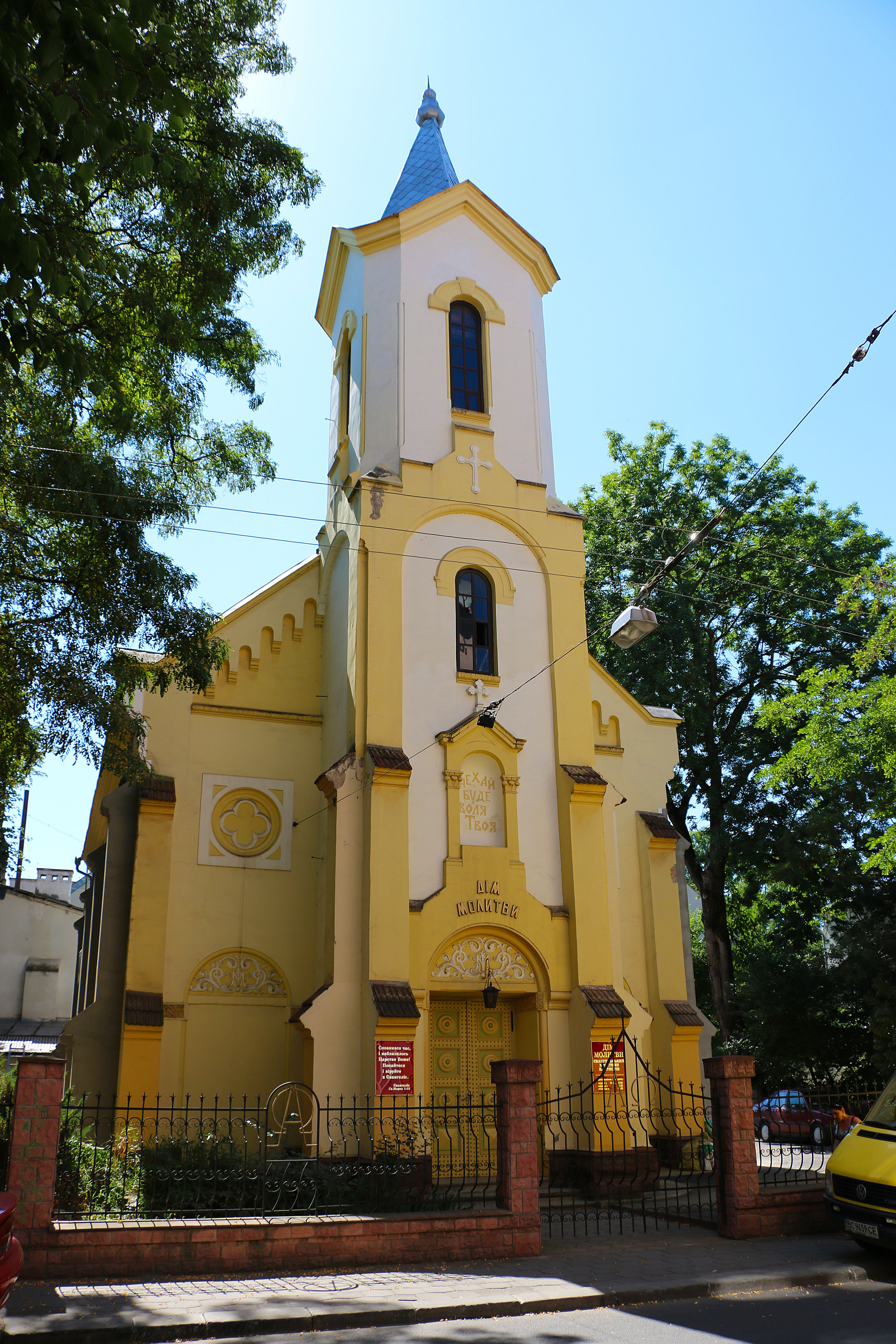
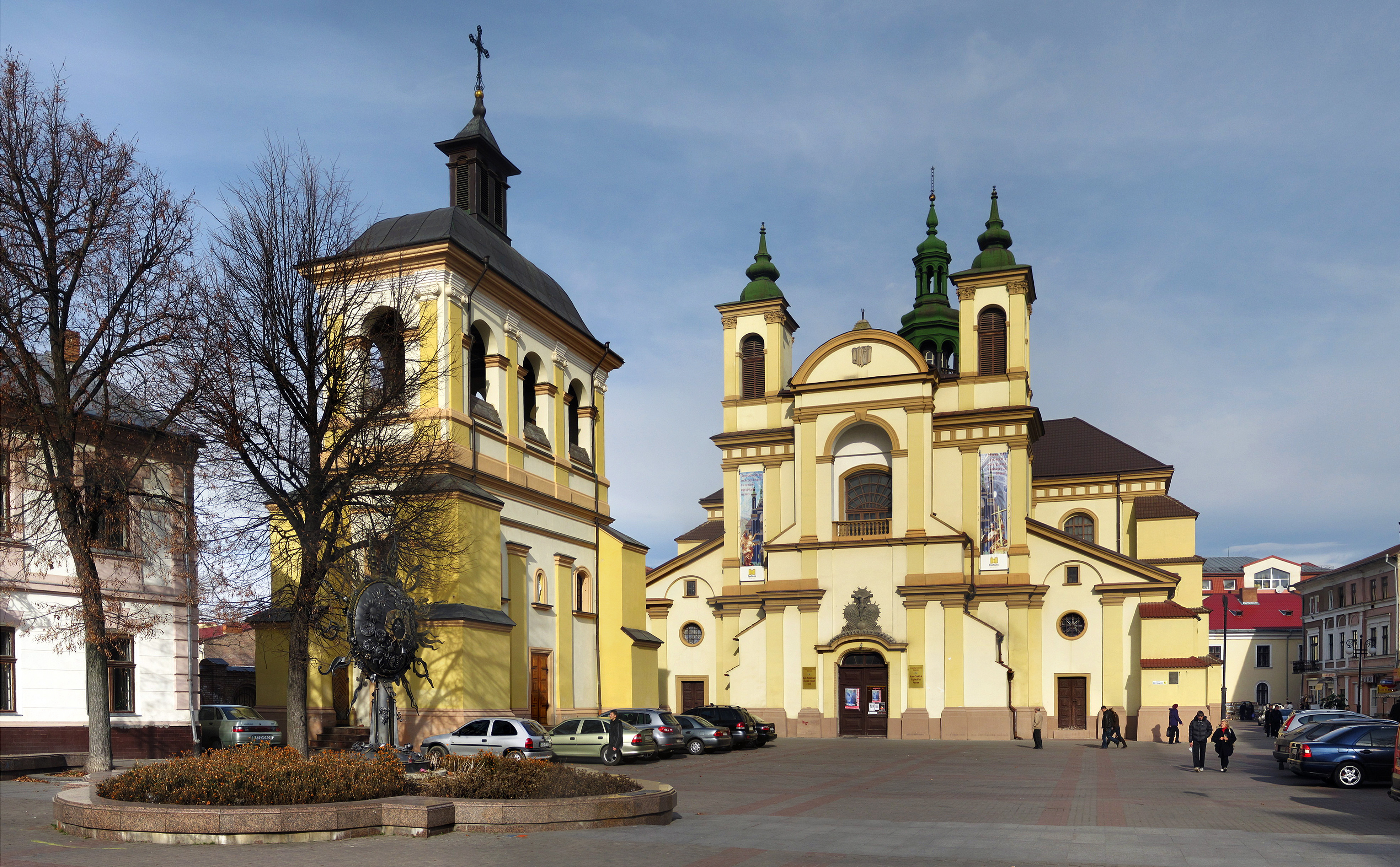
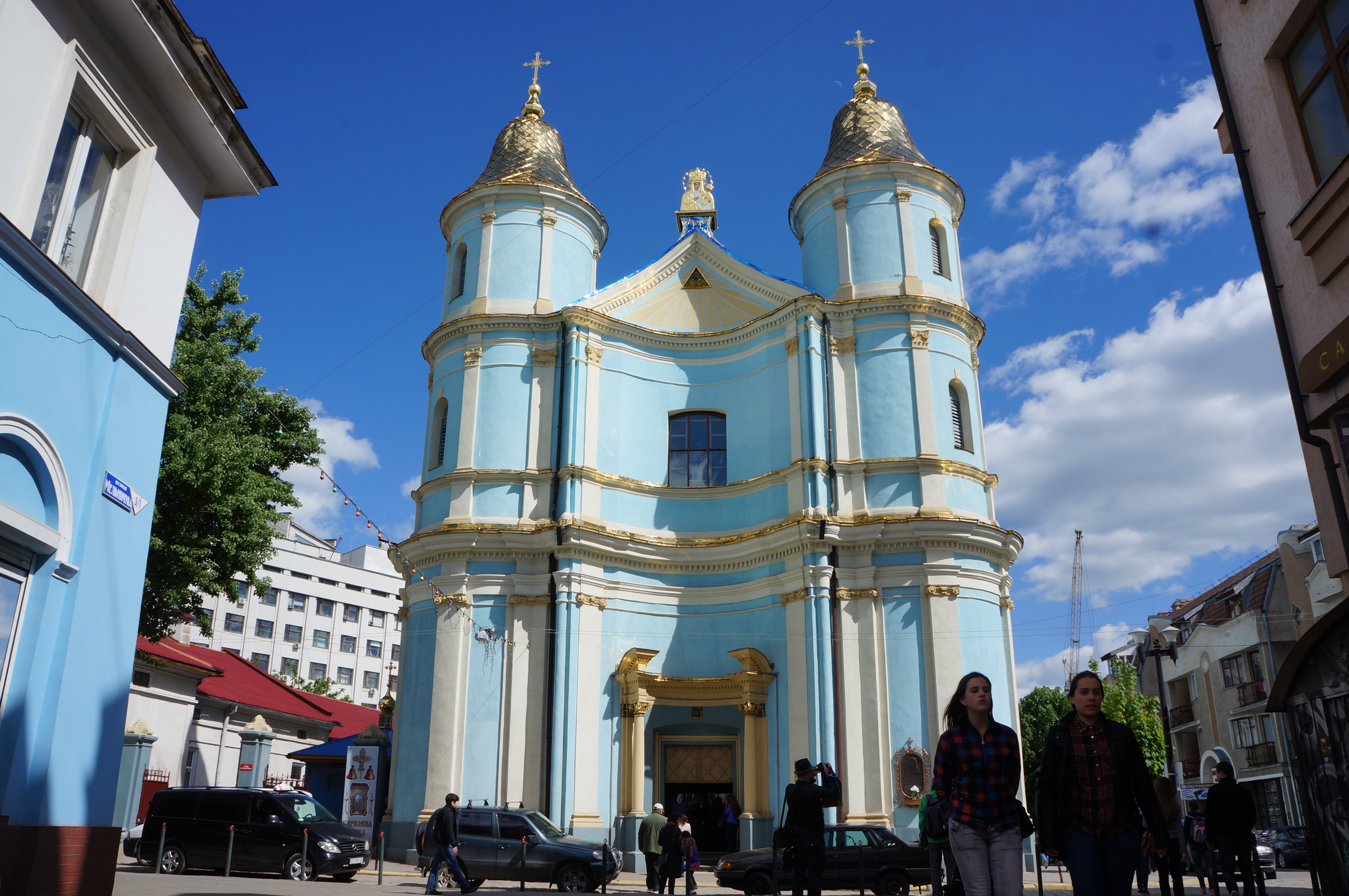

## الموقع
تشترك في الحدود مع:
- Uhryniv, Ivano-Frankivsk Oblast [الإنجليزية]‏.

## مدن توأم
المدن التوأم:
- يلغافا[7]
- أوراديا[7]
- مقاطعة أرلنغتون، فيرجينيا[7]
- تراكي[7]
- Wejherowo [الإنجليزية]‏
- لوبلين[7]
- جيشوف[7]
- بايا ماري[7]
- برست، برست[7]
- كرزنو[7]
- كشالين[7]
- Nowa Sól County [الإنجليزية]‏[7]
- نيرغهازا[7]
- Ochota [الإنجليزية]‏[7]
- أبولوسكي[8]
- برشيروف[7]
- ريبنيك[7]
- شويدنكتسا [الإنجليزية]‏[7]
- ترجوفيشت[7]
- توماشوف مازوفستسكي [الإنجليزية]‏[7]
- جلونا غورا[7]
- روستاوي
- Gmina Chrzanów, Lesser Poland Voivodeship [الإنجليزية]‏.

## أعلام
- دانيال أستر
- أدولف روبنسون
- سفيتلانا أليكسييفيتش
- آرثر إف. بورنس
- إيزي دوروت